# Grata recordatio
Grata recordatio è la terza enciclica pubblicata da papa Giovanni XXIII il 26 settembre 1959.

Invita i fedeli a recitare il rosario per le missioni e per la pace.

## Contenuto
Partendo dal richiamo alle encicliche mariane del papa Leone XIII, il papa parla dell'efficacia della recita del rosario. Invita i fedeli a recitarlo per le missioni, per la pace ed in vista del prossimo Concilio Vaticano II.